# Saint-Bonnet-Avalouze
Saint-Bonnet-Avalouze era una comuna francesa que estaba situada en el departamento de Corrèze, de la región de Nueva Aquitania que el 1 de enero de 2019 pasó a formar parte de la comuna nueva de Laguenne-sur-Avalouze como comuna delegada.

## Demografía
| Gráfica de evolución demográfica de Saint-Bonnet-Avalouze entre 1800 y 2016 |
|                                                                             |

Los datos demográficos contemplados en este gráfico de la comuna de Saint-Bonnet-Avalouze se han cogido de 1800 a 1999 de la página francesa EHESS/Cassini, y los demás datos de la página del INSEE.